# Jens Kristiansen
Jens Kristiansen (ur. 25 maja 1952 w Kopenhadze) – duński szachista, mistrz międzynarodowy od 1979, arcymistrz od 2012 roku.

## Kariera szachowa
Od połowy lat 70. XX wieku do połowy 90. należał do czołówki duńskich szachistów. Trzykrotnie (1979, 1982 i 1995) zdobył złote medale indywidualnych mistrzostw Danii, natomiast w latach 1978, 1980 i 1986 – medale srebrne.
Wielokrotnie reprezentował Danię w turniejach drużynowych, m.in.:
- czterokrotnie na olimpiadach szachowych (w latach 1978, 1982, 1984, 1990)[3],
- na drużynowych mistrzostwach Europy (w roku 1983); medalista: indywidualnie – srebrny (na V szachownicy)[4],
- dwukrotnie na drużynowych mistrzostwach świata studentów (w latach 1972, 1974)[5]
- dwukrotnie na turniejach o Puchar Nordycki (Nordic Cup) (w latach 1973, 1974); dwukrotny medalista: wspólnie z drużyną – złoty (1973) i srebrny (1974)[6],
- na turnieju o Clare Benedict (Clare Benedict Cup) (w roku 1977); medalista: wspólnie z drużyną – złoty[7].

Jeden z pierwszych międzynarodowych sukcesów osiągnął w 1977 r. w Esbjergu, zwyciężając w II turnieju The North Sea Cup. W kolejnych latach sukcesy odniósł m.in. w:
- Gladsaxe – dwukrotnie (1979, dz. II m. za Larsem-Ake Schneiderem, wspólnie z Carstenem Høi i Jensem Ove Friesem-Nielsenem) oraz 1983, dz. III m. za Andrasem Adorjanem i Curtem Hansenem, wspólnie z Larsem Karlssonem),
- Reykjaviku (1981, mistrzostwa krajów nordyckich, III m. za Knutem Helmersem i Harrym Schusslerem),
- Kopenhadze – dwukrotnie w turniejach Politiken Cup (1984, III m. za Nickiem de Firmianem i Aleksandrem Sznapikiem oraz 1990, dz. II. za Konstantinem Lernerem, wspólnie z Larsem Bo Hansenem, Siergiejem Smaginem, Włodzimierzem Schmidtem, Edmarem Mednisem, Carstenem Høi, Janem Plachetką i Þrösturem Þórhallssonem),
- Ballerup (1985, I m.),
- Göteborgu (1989, I m.),
- Lyngby (1989, dz. II m. za Pawłem Stempinem, wspólnie z Igorsem Rausisem),
- Taastrup (1995, I m.).

Od 1993 r. w turniejach klasyfikowanych przez Międzynarodową Federację Szachową występuje sporadycznie, rozgrywając kilka lub kilkanaście partii rocznie. W 2006 r. odniósł kolejny sukces, dzieląc I m. w otwartym turnieju w Banyoles (wspólnie z m.in. Wiktorem Korcznojem, Siergiejem Tiwiakowem i Tigerem Hillarpem Perssonem). W 2007 r. w kolejnych mistrzostwach Danii podzielił II-V m.. W 2012 r. odniósł największy sukces w karierze, zdobywając w mieście Kamena Wurla tytuł mistrza świata "weteranów" (zawodników pow. 60-tego roku życia), za to osiągnięcie otrzymując tytuł arcymistrza. W kolejnych mistrzostwach (Opatija 2013) zajął II m. (za Anatolijem Wajserem) i zdobył srebrny medal.
Najwyższy ranking w karierze osiągnął 1 stycznia 1987 r., z wynikiem 2480 punktów dzielił wówczas 3-4. miejsce wśród duńskich szachistów).